# Sunndal
Sunndalⓘ là một đô thị ở quận Nordmøre, nằm ở phía tây bắc của hạt Møre og Romsdal, Na Uy. Đô thị này giáp Nesset và Tingvoll về phía tây và giáp Surnadal về phía bắc, phía đông giáp Oppdal, Sør-Trøndelag còn phía nam giáp Lesja, Oppland.
Sunndal được thành lập làm một đô thị ngày 1 tháng 1 năm 1838 (xem formannskapsdistrikt). Øksendal đã được tách ra năm 1854, nhưng lại được nhập vào Sunndal ngày 1 tháng 1 năm 1960. Ålvundeid (tách khỏi Øksendal ngày 1 tháng 1 năm 1899) cũng được nhập vào Sunndal ngày 1 tháng 1 năm 1960.
Dạng tiếng Na Uy Cổ của tên gọi đô thị này là Sunndalr. Tiếp đầu ngữ sunnr 'nam', tiếp vĩ ngữ dalr m 'thung lũng'.
Cho đến năm 1870, tên này đã được viết là Sunddalen (hay Sunndalen), giai đoạn 1870-1917 Sundalen, từ năm 1918 là Sunndal.

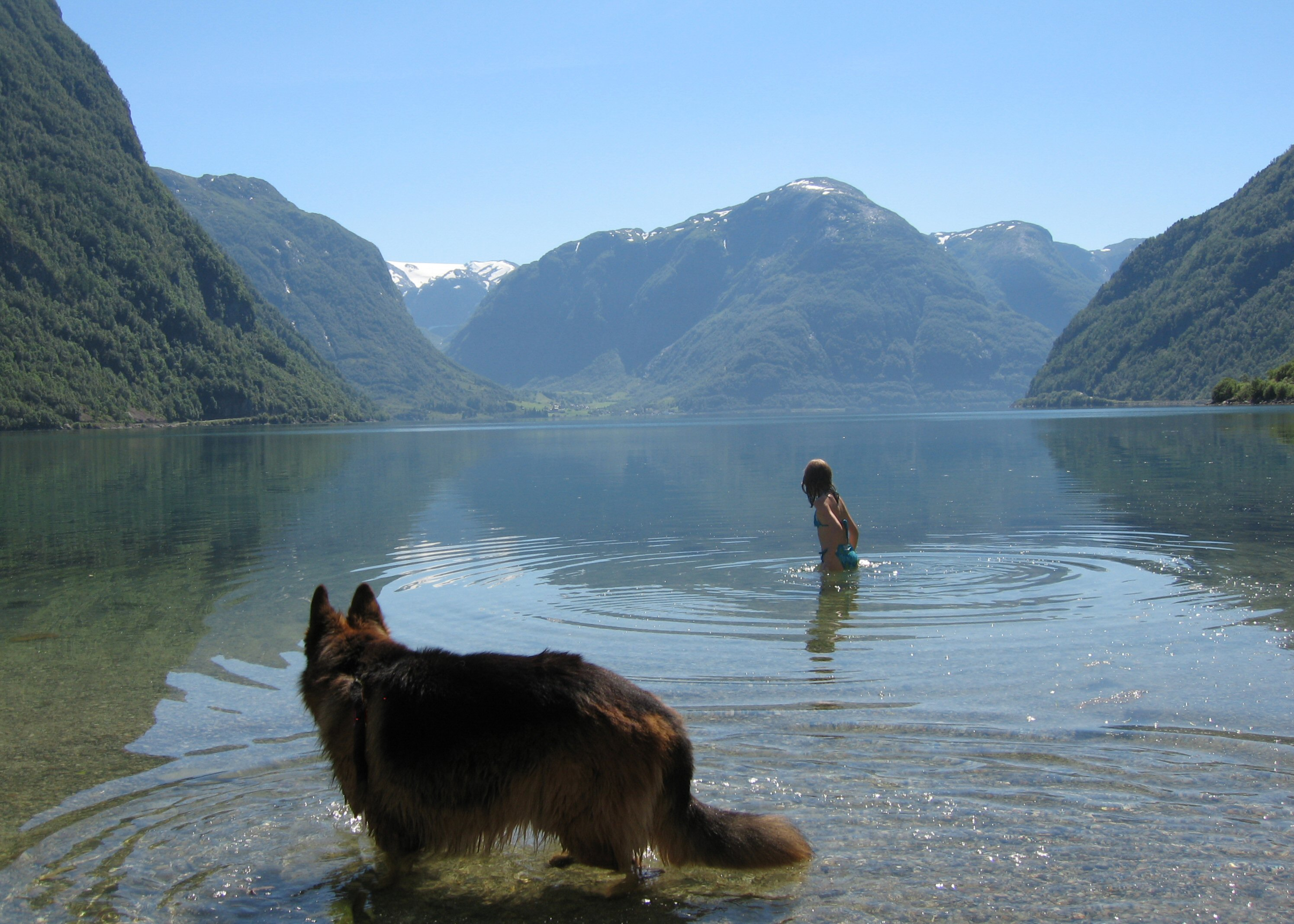
Sunndal

Với diện tích 1.712 km², đây là đô thị rộng nhất ở Møre og Romsdal. phía nam của đô thị là Vườn quốc gia Dovrefjell-Sunndalsfjella. Ở phía bắc là các khu được bảo vệ Trollheimen và Innerdalen.